# Agrothereutes mansuetor
Agrothereutes mansuetor là một loài tò vò trong họ Ichneumonidae.